# Динамічні показники популяції
Динамічні показники популяції відбивають процеси, що протікають в популяції на даний момент. Основні з них народжуваність, смертність, швидкість зростання популяції.
- Народжуваність — число нових особин, що з'явилися за одиницю часу в результаті розмноження.
- Смертність — число особин, загиблих в популяції за одиницю часу.
- Швидкість зростання популяції — зміна чисельності популяції в одиницю часу. Залежить від показників народжуваності, смертності, міграції і еміграції.

Швидкість зростання може бути виражена у вигляді кривої зростання популяції. Існує дві моделі зростання популяції: J-подібна і S- подібна.

Індивідуально-орієнтована клітинно-автоматна модель S-подібного популяційного зростання.

- J-подібна крива відбиває необмежене зростання чисельності популяції, не залежне від щільності популяції.
- S-подібна крива відбиває зростання чисельності популяції, залежне від щільності популяції, при якій швидкість зростання популяції знижується у міру зростання чисельності (щільності).